# Satu Lung
Satu Lung – wieś w Rumunii, w okręgu Kluż, w gminie Chinteni. W 2011 roku liczyła 120 mieszkańców.